# Bel (Rossell)
|  | Per a altres significats, vegeu «Bel (desambiguació)». |

Bel és un nucli de població que des del 1972 forma part del terme municipal de Rossell, situat al Baix Maestrat al nord del País Valencià.
Les festes de Bel se celebren el 12 i 13 de juny.

## Geografia
Té una altitud de 953 m i una superfície de 17,09 km². Bel és un dels set pobles que conformen la Tinença de Benifassà, una subcomarca històrica declarada parc natural. El seu entorn està dominat per la Penya de Bel, una muntanya d'uns 1.005 metres d'altitud.

## Història
La població és d'origen islàmic, Bel fou conquerit pel rei Jaume I i està sota el domini del monestir de Benifassà. En un principi, es mantingué independentment, però el seu progressiu despoblament feren que s'agregés a Rossell. Els seus habitants abandonaren definitivament el poble en l'any 1996. No obstant això, encara conserva llocs d'interés, com el seu entorn, dominat per la penya de Bel d'uns 1.005 metres d'altitud, i l'església de Sant Jaume, amb portada romànica.
Actualment no té una població permanent, tot i que moltes cases de Bel recobren vida els caps de setmana i durant l'estiu, quan tornen molts dels seus pobladors originals i llurs famílies.

## Demografia
| 147 | 180 | 192 | 242 | 189 | 171 | 180 | 172 | 142 | 118 | 59 | 5 | 21 | 20 |

## Monuments

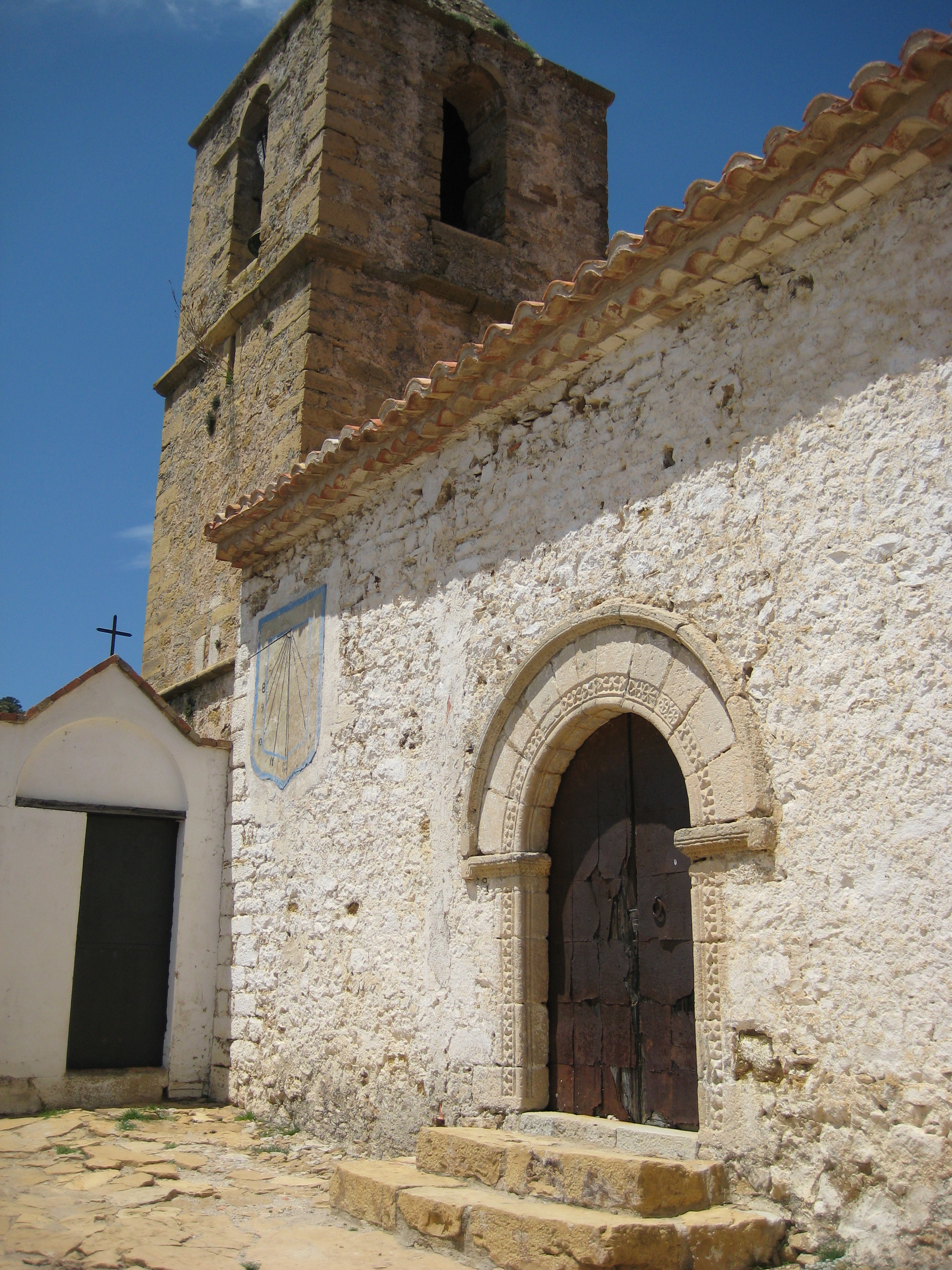
Església de sant Jaume

- Església de Sant Jaume. La seua portalada constitueix un dels exemples més clars del romànica de la comarca.
- Castell de Bel. En ruïnes. Apareix esmentat el 1233 segons un document de la fundació del Monestir de Benifassà. El va conquistar Blasco d'Alagó i va obtenir la carta Pobla el 1234, passant a formar part dels dominis de Benifassà. Tenia la funció de defensar una zona d'accés a la Tinença de Benifassà.